# Santiago da Guarda
Pour les articles homonymes, voir Santiago (homonymie).
Santiago da Guarda est une freguesia portugaise située dans le District de Leiria.
Avec une superficie de 42,50 km2 et une population de 3 211 habitants (2001), la paroisse possède une densité de 75,6 hab/km2.